# Княжеская академия в Бухаресте

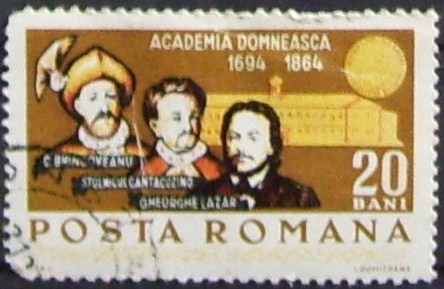
Почтовая марка Румынии 1964 года, посвящённая 270-летию Академии (Sc #1685) с портретами К. Брынковяну, стольника Константина Кантакузена и Георгия Лазаря

Княжеская академия в Бухаресте (рум. Academia Domnească de la Bucureşti, др.-греч. Αυθεντική Ακαδημία Βουκουρεστίου) — высшее учебное заведение, существовавшее в Бухаресте с конца XVII по начало XIX века.
Княжеские академии в Бухаресте и Яссах (см. Княжеская академия в Яссах) возникли в начале XVIII века. Их появление происходило на фоне усиления зависимости Валахии и Молдавии от Османской империи и растущего влияния России на Балканах. Османская империя, переживавшая кризис и утратившая прежнюю мощь, перешла к обороне, пытаясь противостоять российскому проникновению в регион, где православное население представляло стратегический интерес для России. Изменение баланса сил вынудило султанов пересмотреть внутреннюю и внешнюю политику. Внутри империи турки, стремясь отдалить православные народы от пропаганды царской России с её обещаниями возрождения Византии, предоставили Константинопольской патриархии ограниченную автономию. В османскую систему власти были интегрированы несколько влиятельных греческих христианских семей — фанариотам. Эти семьи получили значительные экономические привилегии в обмен на продвижение османских интересов в Европе. Обладая огромными ресурсами, часть которых иногда направлялась на благотворительность для угнетенных христиан империи, фанариоты (проживавшие в стамбульском квартале Фанар) находились под строгим контролем и были ограничены в свободе. Во внешней политике османы сосредоточились на укреплении европейских границ, что повысило их внимание к Валахии и Молдавии. Несмотря на административную автономию за Дунаем, княжества считались ненадежными, пока ими управляли местные боярские династии. После правления Дмитрия Кантемира в Молдавии и Константина Брынковяну в Валахии, с согласия местного боярства, турки ввели фанариотское правление. Фанариотские господари, лично зависимые от турок, обладали значительной властью в княжествах, пока оставались у власти. Основные усилия направлялись на создание администрации, служащей османским и личным интересам господарей. Административная сфера оставалась единственной, где традиционные прерогативы валашских и молдавских господарей сохранились. Любые, даже незначительные, инициативы фанариотов в области внешней политики, военных дел или социальных реформ жестко пресекались; для таких действий требовалось явное разрешение османских властей. Примером последствий несанкционированных действий служит казнь господаря Григория Гики турками 1 сентября 1777 года в Яссах. Гика, один из реформаторов Ясской академии, был устранен за выступление против аннексии Буковины Австрией.
Первые шаги по созданию Княжеской академии в Бухаресте, согласно Ариадне Камаряно-Чоран (Ariadnei Camariano-Cioran), предпринял господарь Шербан Кантакузен. Его преемник, Константин Брынковяну, около 1700 года пытался пригласить профессоров из Галле. В итоге был выбран Севастос Киминитис, введший высшие курсы неоаристотелевской философии, считавшиеся передовыми для того времени. После смерти Киминитиса в 1702 году господарь был вынужден реорганизовать школу.
При Георгии Гике, Константине Маврокордате, Константине Раковицэ и Александре Ипсиланти она претерпевала неоднократные преобразования. В качестве основного языка в ней использовался греческий; большинство преподавателей также были греками. В 1818 году Георгий Лазарь начал преподавать на румынском языке. В 1821 году, на фоне усилившейся активности тайной организации Филики Этерия академия была закрыта, а вместо неё был основан колледж Святого Саввы, в котором преподавание велось на румынском.
О структуре академии до реформы Ипсиланти, когда обучение было организовано в 5 трёхлетних циклов, известно немного. Первый был посвящён изучению греческой и латинской грамматики. на следующем изучалась классическая литература. В третьем цикле студенты занимались поэтикой, риторикой, Аристотелевой этикой, итальянским и французским языком. На последних курсах изучались арифметика, геометрия, история, философия и астрономия.
К числу известных выпускников академии принадлежали Динику Голеску, Ион Элиаде-Рэдулеску, Барбу Димитрие Штирбей